# Калантаевы
Калантаевы — русский дворянский род, происходящий, по всей видимости, из Польши.
Иван Михайлович Калантаев-Ивелишевский служил жильцом во второй половине XVII века. Его потомство внесено в VI и III части родословной книги Пензенской, Саратовской и Херсонской губерний.

## Описание герба
В чёрном щите три серебряных четырёхугольных гонта, 2 и 1. Нашлемник: чёрное орлиное крыло, на нём три серебряных четырёхугольных бруса. Намёт: чёрный с серебром. (Гербовник, XII, 100).